# Liste der Gemeinden im Landkreis Pfaffenhofen an der Ilm

Karte des Landkreises Pfaffenhofen a.d.Ilm

Die Liste der Gemeinden im Landkreis Pfaffenhofen an der Ilm gibt einen Überblick über die 19 kleinsten Verwaltungseinheiten des Landkreises Pfaffenhofen a.d.Ilm. Drei der Gemeinden sind Städte. Die Kreisstadt Pfaffenhofen a.d.Ilm ist eine Mittelstadt, Geisenfeld und Vohburg a.d.Donau sind Kleinstädte. Vier Gemeinden sind Märkte.
In seiner heutigen Form entstand der Landkreis Pfaffenhofen a.d.Ilm im Zuge der im Jahr 1972 durchgeführten bayerischen Gebietsreform. Der Landkreis wurde aus dem Landkreis Pfaffenhofen a.d.Ilm  und Teilen der Landkreise Schrobenhausen, Ingolstadt und Mainburg gebildet. Die heutige Gemeindegliederung war im Jahr 1984 abgeschlossen. Bei den Gemeinden ist vermerkt, zu welchem Landkreis der Hauptort der Gemeinde vor der Gebietsreform gehörte. Bei den Teilorten der Gemeinden ist das Jahr vermerkt, in dem diese der Gemeinde beitraten. Bei den Teilorten, die vor der Gebietsreform zu einem anderen Landkreis gehörten als der Hauptort der heutigen Gemeinde, ist auch dieses vermerkt.

## Beschreibung
Weiter gegliedert werden kann der Landkreis in drei Verwaltungsgemeinschaften (VG):
- VG Geisenfeld: mit der Stadt Geisenfeld und der Gemeinde Ernsgaden;
- VG Ilmmünster: mit den Gemeinden Ilmmünster und Hettenshausen;
- VG Reichertshofen: mit dem Markt Reichertshofen und der Gemeinde Pörnbach;

Die Städte Pfaffenhofen a.d.Ilm und Vohburg a.d.Donau sind wie die Märkte Hohenwart, Manching und Wolnzach und die Gemeinden Baar-Ebenhausen, Gerolsbach, Jetzendorf, Münchsmünster, Reichertshausen, Rohrbach, Scheyern und Schweitenkirchen nicht Mitglied einer Verwaltungsgemeinschaft.
Der Landkreis hat eine Gesamtfläche von 760,36 km2. Die größte Fläche innerhalb des Landkreises hat die Stadt Pfaffenhofen a.d.Ilm mit 92,39 km2. Es folgen der Markt Wolnzach mit 91,62 km2 und die Stadt Geisenfeld mit 88,33 km2. Jeweils drei Gemeinden haben eine Fläche die größer ist als 50 beziehungsweise 30 km2 und die Stadt Vohburg a.d.Donau ist über 40 km2 groß. Je vier Gemeinden sind über 20 beziehungsweise 10 km2 groß. Die kleinste Gemeinde hat eine Fläche von unter 10 km2. Die kleinsten Flächen haben die Gemeinden Baar-Ebenhausen mit 14,8 km2, Ilmmünster mit 13,89 km2 und Ernsgaden mit 7,41 km2.
Den größten Anteil an der Bevölkerung des Landkreises von 132.966 Einwohnern hat die Kreisstadt Pfaffenhofen a.d.Ilm mit 27.143 Einwohnern, gefolgt von den beiden Märkten Manching mit 13.083 Einwohnern und Wolnzach mit 11.983 Einwohnern. Die Stadt Geisenfeld hat über 11.000 Einwohner, die Stadt Vohburg a.d.Donau sowie die Marktgemeinde Reichertshofen haben über 8.000 Einwohner. Rohrbach hat über 6.000 Einwohner, Hohenwart und Scheyern haben über 4.000 Einwohner. Drei Gemeinden zählen über 5.000 und zwei Gemeinden über 3.000 Einwohner, drei Gemeinden haben über 2.000 Einwohner und lediglich eine liegt noch darunter. Die drei von der Einwohnerzahl her kleinsten Gemeinden sind Pörnbach mit 2267 Einwohnern, Hettenshausen mit 2247 und Ernsgaden mit 1865 Einwohnern.
Der gesamte Landkreis Pfaffenhofen a.d.Ilm hat eine Bevölkerungsdichte von 175 Einwohnern pro km2. Die größte Bevölkerungsdichte innerhalb des Kreises haben die Gemeinde Baar-Ebenhausen mit 383 Einwohnern pro km2, gefolgt von dem Markt Manching mit 369 und der Stadt Pfaffenhofen a.d.Ilm mit 294. Drei weitere Gemeinden haben eine Bevölkerungsdichte von über 200. In neun Gemeinden liegt die Einwohnerdichte zwischen 100 und 200. In drei dieser Gemeinden, darunter die Stadt Vohburg a.d.Donau, ist die Bevölkerungsdichte höher als der Landkreisdurchschnitt von 175. In den vier am dünnsten besiedelten Gemeinden liegt die Bevölkerungsdichte unter 100. Das sind die Gemeinden Pörnbach mit 100, Schweitenkirchen mit 107, Hohenwart mit 96 und Gerolsbach mit 65 Einwohnern pro km2.

## Legende
- Gemeinde: Name der Gemeinde beziehungsweise Stadt und Angabe, zu welchem Landkreis der namensgebende Ort der Gemeinde vor der Gebietsreform gehörte
- Teilorte: Aufgezählt werden die ehemals selbständigen Gemeinden der Verwaltungseinheit. Dazu ist das Jahr der Eingemeindung angegeben. Bei den Teilorten, die vor der Gebietsreform zu einem anderen Landkreis gehörten als der Hauptort der heutigen Gemeinde, ist auch dieses vermerkt
- VG: Zeigt die Zugehörigkeit zu einer der Verwaltungsgemeinschaften
- Wappen: Wappen der Gemeinde beziehungsweise Stadt
- Karte: Zeigt die Lage der Gemeinde beziehungsweise Stadt im Landkreis
- Fläche: Fläche der Stadt beziehungsweise Gemeinde, angegeben in Quadratkilometer
- Einwohner: Zahl der Menschen die in der Gemeinde beziehungsweise Stadt leben (Stand: 31. Dezember 2023[1])
- EW-Dichte: Angegeben ist die Einwohnerdichte, gerechnet auf die Fläche der Verwaltungseinheit, angegeben in Einwohner pro km2 (Stand: 31. Dezember 2023[2])
- Höhe: Höhe der namensgebenden Ortschaft beziehungsweise Stadt in Meter über Normalnull[3]
- Bild: Bild aus der jeweiligen Gemeinde beziehungsweise Stadt

## Gemeinden
| Gemeinde                                                                                             | Teilorte | VG                | Wappen                                      | Karte                                                                 | Fläche | Einwohner | EW- Dichte | Höhe | Bild |
| --- | --- | ----------------- | ------------------------------------------- | --------------------------------------------------------------------- | ------ | --------- | ---------- | ---- | --- |
| Landkreis Pfaffenhofen a.d.Ilm                                                                       | |                   | Wappen des Landkreises Pfaffenhofen a.d.Ilm | Lage des Landkreises Pfaffenhofen a.d.Ilm in Bayern                   | 760,36 | 132,966   | 175        |      | Hopfendolde mit Hopfengarten im Hintergrund – ungefähr ein Drittel des Hopfenanbaugebiets Hallertau liegt im Landkreis Pfaffenhofen a.d.Ilm · Ortsschild von Göbelsbach (ein Ortsteil von Pfaffenhofen a.d.Ilm) mit Hopfen |
| Baar-Ebenhausen (gehörte vor der Gebietsreform zum Landkreis Ingolstadt)                             | Baar Ebenhausen (Zusammenschluss: 1984; Baar und Ebenhausen bildeten von 1978 bis 1984 eine Verwaltungsgemeinschaft) |                   | Wappen der Gemeinde Baar-Ebenhausen         | Lage der Gemeinde Baar-Ebenhausen im Landkreis Pfaffenhofen a.d.Ilm   | 14,8   | 5.664     | 383        | 374  | Pfarrkirche St. Maria in Baar |
| Ernsgaden (gehörte vor der Gebietsreform zum Landkreis Pfaffenhofen a.d.Ilm)                         | Ernsgaden | VG Geisenfeld     | Wappen der Gemeinde Ernsgaden               | Lage der Gemeinde Ernsgaden im Landkreis Pfaffenhofen a.d.Ilm         | 7,41   | 1.865     | 252        | 361  | St. Laurentius in Ernsgaden |
| Geisenfeld (Stadt) (gehörte vor der Gebietsreform zum Landkreis Pfaffenhofen a.d.Ilm)                | Geisenfeld Engelbrechtsmünster Gaden b.Geisenfeld Geisenfeldwinden Ilmendorf Nötting Parleiten Rottenegg Schillwitzried Untermettenbach Unterpindhart Zell | VG Geisenfeld     | Wappen der Stadt Geisenfeld                 | Lage der Stadt Geisenfeld im Landkreis Pfaffenhofen a.d.Ilm           | 88,33  | 11,729    | 133        | 385  | Geisenfeld, Stadtplatz |
| Gerolsbach (gehörte vor der Gebietsreform zum Landkreis Schrobenhausen)                              | Gerolsbach Alberzell Klenau Singenbach Strobenried |                   | Wappen der Gemeinde Gerolsbach              | Lage der Gemeinde Gerolsbach im Landkreis Pfaffenhofen a.d.Ilm        | 58,94  | 3.852     | 65         | 459  | |
| Hettenshausen (gehörte vor der Gebietsreform zum Landkreis Pfaffenhofen a.d.Ilm)                     | Hettenshausen Entrischenbrunn (1978) | VG Ilmmünster     | Wappen der Gemeinde Hettenshausen           | Lage der Gemeinde Hettenshausen im Landkreis Pfaffenhofen a.d.Ilm     | 18,59  | 2.247     | 121        | 435  | St. Johann Baptist in Hettenshausen |
| Hohenwart (Markt) (gehörte vor der Gebietsreform zum Landkreis Schrobenhausen)                       | Hohenwart Deimhausen (1971) Freinhausen (1978) Klosterberg (1978) Koppenbach (1978) Seibersdorf (1972) Weichenried (1972) |                   | Wappen des Marktes Hohenwart                | Lage des Marktes Hohenwart im Landkreis Pfaffenhofen a.d.Ilm          | 52,21  | 5.000     | 96         | 395  | Kupferstich des Klosters Hohenwart von Johann Ulrich Kraus aus dem "Churbaierischen Atlas" des Anton Wilhelm Ertl, 1687 · Hohenwart, Stadttor                                                                              |
| Ilmmünster (gehörte vor der Gebietsreform zum Landkreis Pfaffenhofen a.d.Ilm)                        | Ilmmünster Ilmried | VG Ilmmünster     | Wappen der Gemeinde Ilmmünster              | Lage der Gemeinde Ilmmünster im Landkreis Pfaffenhofen a.d.Ilm        | 13,89  | 2.198     | 158        | 446  | Kirche St. Arsacius in Ilmmünster |
| Jetzendorf (gehörte vor der Gebietsreform zum Landkreis Pfaffenhofen a.d.Ilm)                        | Jetzendorf Hirschenhausen (gehörte vor der Gebietsreform zum Landkreis Schrobenhausen) Volkersdorf |                   | Wappen der Gemeinde Jetzendorf              | Lage der Gemeinde Jetzendorf im Landkreis Pfaffenhofen a.d.Ilm        | 21,72  | 3.179     | 146        | 480  | Jetzendorf, Schloss und Kirche |
| Manching (Markt) (gehörte vor der Gebietsreform zum Landkreis Ingolstadt)                            | Manching Niederstimm Oberstimm Pichl Westenhausen (gehörte vor der Gebietsreform zum Landkreis Pfaffenhofen a.d.Ilm) |                   | Wappen des Marktes Manching                 | Lage des Marktes Manching im Landkreis Pfaffenhofen a.d.Ilm           | 35,48  | 13,083    | 369        | 366  | Unterrichtungstafel für das Kelten Römer Museum in Manching; Aufnahme bei Fahrt auf der A 9 · Modell des Osttores des Oppidum Manching (Keltenmuseum Manching)                                                             |
| Münchsmünster (gehörte vor der Gebietsreform zum Landkreis Pfaffenhofen a.d.Ilm)                     | Münchsmünster Wöhr (1978) |                   | Wappen der Gemeinde Münchsmünster           | Lage der Gemeinde Münchsmünster im Landkreis Pfaffenhofen a.d.Ilm     | 15,81  | 3.218     | 204        | 356  | Kupferstich des Klosters Münchsmünster von Johann Ulrich Kraus aus dem "Churbaierischen Atlas" des Anton Wilhelm Ertl, 1687                                                                                                |
| Pfaffenhofen a.d.Ilm (Kreisstadt) (gehörte vor der Gebietsreform zum Landkreis Pfaffenhofen a.d.Ilm) | Pfaffenhofen a.d.Ilm Affalterbach Angkofen Eberstetten Ehrenberg Förnbach Gundamsried Haimpertshofen Niederscheyern Sulzbach Tegernbach Uttenhofen Walkersbach |                   | Wappen der Stadt Pfaffenhofen a.d.Ilm       | Lage der Stadt Pfaffenhofen a.d.Ilm im Landkreis Pfaffenhofen a.d.Ilm | 92,39  | 27,143    | 294        | 427  | Pfaffenhofen a.d.Ilm, Kirche St. Johannes Baptist am Hauptplatz · Pfaffenhofen a.d.Ilm, Hauptplatz |
| Pörnbach (gehörte vor der Gebietsreform zum Landkreis Pfaffenhofen a.d.Ilm)                          | Pörnbach Puch Raitbach | VG Reichertshofen | Wappen der Gemeinde Pörnbach                | Lage der Gemeinde Pörnbach im Landkreis Pfaffenhofen a.d.Ilm          | 22,64  | 2.267     | 100        | 397  | Schloss Poernbach · Pörnbach, Kirche |
| Reichertshausen (gehörte vor der Gebietsreform zum Landkreis Pfaffenhofen a.d.Ilm)                   | Reichertshausen Langwaid Paindorf Pischelsdorf Steinkirchen |                   | Wappen der Gemeinde Reichertshausen         | Lage der Gemeinde Reichertshausen im Landkreis Pfaffenhofen a.d.Ilm   | 23,59  | 5.200     | 220        | 448  | Wasserschloss in Reichertshausen |
| Reichertshofen (Markt) (gehörte vor der Gebietsreform zum Landkreis Ingolstadt)                      | Reichertshofen alle eingemeindeten Gemeinden gehörten vor der Gebietsreform zum Landkreis Pfaffenhofen a.d.Ilm: Gotteshofen (1971) Hög (1972) Langenbruck (1972) Winden a.Aign (1972) | VG Reichertshofen | Wappen des Marktes Reichertshofen           | Lage des Marktes Reichertshofen im Landkreis Pfaffenhofen a.d.Ilm     | 36,9   | 8.448     | 229        | 380  | Rathaus |
| Rohrbach (gehörte vor der Gebietsreform zum Landkreis Pfaffenhofen a.d.Ilm)                          | Rohrbach Fahlenbach Gambach Rohr Waal |                   | Wappen der Gemeinde Rohrbach                | Lage der Gemeinde Rohrbach im Landkreis Pfaffenhofen a.d.Ilm          | 29,63  | 6.213     | 210        | 411  | Schloss Rohrbach |
| Scheyern (gehörte vor der Gebietsreform zum Landkreis Pfaffenhofen a.d.Ilm)                          | Scheyern Euernbach (1974) Mitterscheyern (1974) Vieth (1973) Winden b.Scheyern (1975) Triefing (1971) |                   | Wappen der Gemeinde Scheyern                | Lage der Gemeinde Scheyern im Landkreis Pfaffenhofen a.d.Ilm          | 38,28  | 5.070     | 132        | 477  | Kloster Scheyern · Kloster Scheyern, Basilika.jpg |
| Schweitenkirchen (gehörte vor der Gebietsreform zum Landkreis Pfaffenhofen a.d.Ilm)                  | Schweitenkirchen Aufham (1978) Dürnzhausen (1971) Geisenhausen (1978) Sünzhausen (1978) |                   | Wappen der Gemeinde Schweitenkirchen        | Lage der Gemeinde Schweitenkirchen im Landkreis Pfaffenhofen a.d.Ilm  | 53,01  | 5.689     | 107        | 533  | Sankt Johannes der Täufer in Schweitenkirchen |
| Vohburg a.d.Donau (Stadt) (gehörte vor der Gebietsreform zum Landkreis Pfaffenhofen a.d.Ilm)         | Vohburg a.d.Donau Dünzing (gehörte vor der Gebietsreform zum Landkreis Ingolstadt) Hartacker Irsching Menning (gehörte vor der Gebietsreform zum Landkreis Ingolstadt) Oberhartheim (gehörte vor der Gebietsreform zum Landkreis Ingolstadt) Rockolding                                    |                   | Wappen der Stadt Vohburg a.d.Donau          | Lage der Stadt Vohburg a.d.Donau im Landkreis Pfaffenhofen a.d.Ilm    | 45,19  | 8.918     | 197        | 371  | Das Kleine Donautor in Vohburg a.d.Donau, Historisches Wahrzeichen der Stadt · Bayernoil-Raffinerie in Vohburg a.d.Donau                                                                                                   |
| Wolnzach (Markt) (gehörte vor der Gebietsreform zum Landkreis Pfaffenhofen a.d.Ilm)                  | Wolnzach Burgstall (1971) Eschelbach a.d.Ilm (1978) Gebrontshausen (1971) Geroldshausen i.d.Hallertau (1978) Gosseltshausen (1971) Haushausen (1971) Larsbach (1978; gehörte vor der Gebietsreform zum Landkreis Mainburg) Königsfeld (1971) Niederlauterbach (1971) Oberlauterbach (1978) |                   | Wappen des Marktes Wolnzach                 | Lage des Marktes Wolnzach im Landkreis Pfaffenhofen a.d.Ilm           | 91,62  | 11,983    | 131        | 415  | Deutsches Hopfenmuseum in Wolnzach |